# Сродино
Сродино — деревня в Тотемском районе Вологодской области на реке Вождуга.
Входит в состав Вожбальского сельского поселения, с точки зрения административно-территориального деления — в Вожбальский сельсовет.
Расположена на правом берегу реки Вождуга. Расстояние по автодороге до районного центра Тотьмы — 50 км, до центра муниципального образования деревни Кудринская — 5 км. Ближайшие населённые пункты — Гагариха, Исаево, Паново.
По переписи 2002 года население — 30 человек (15 мужчин, 15 женщин). Всё население — русские.